# Aeroportul Pakokku
Aeroportul Pakokku (IATA: PKK, ICAO: VYPU) este un aeroport din Pakokku⁠(d), Pakokku Township⁠(d), Pakokku District⁠(d), Magway Region⁠(d), Myanmar.
Situat la o altitudine de 46 m, aeroportul dispune de o singură pistă.